# John B. Kendrick
John Benjamin Kendrick (6 de setembro de 1857 – 3 de novembro de 1933) foi um político e criador de gado americano que exerceu como Senador dos Estados Unidos por Wyoming e como o nono Governador do Wyoming, membro do Partido Democrata.

## Primeiros anos
John Benjamin Kendrick nasceu perto de Rusk, Texas, filho de John Harvey Kendrick e Anna Maye, no dia 6 de Setembro de 1857. Cresceu na fazenda de sua família e frequentou uma escola pública em Florence, Texas, até a sétima série.
Em Março de 1879 foi contratado por Charles W. Wulfjen para trazer gado do Texas para Wyoming. Chegou ao Território de Wyoming em Agosto de 1879 e se estabeleceu em uma fazenda perto de Sheridan, onde criou gado como vaqueiro, capataz de fazenda e, posteriormente, proprietário de uma empresa de gado. Em 1883, voltou ao Texas e comprou um rebanho de gado para estabelecer sua fazenda em Wyoming. Casou-se com Eula Wulfjen no dia 20 de Janeiro de 1891.
Kendrick trabalhou como capataz para a empresa de gado de seu padrasto de 1879 até 1883. Foi empregado e investiu na Lance Creek Cattle Company e na Converse Cattle Company, da qual mais tarde se tornou proprietário em 1897. Kendrick se tornou presidente do Primeiro Banco Nacional de Sheridan em 1900 e exerceu até 1902.

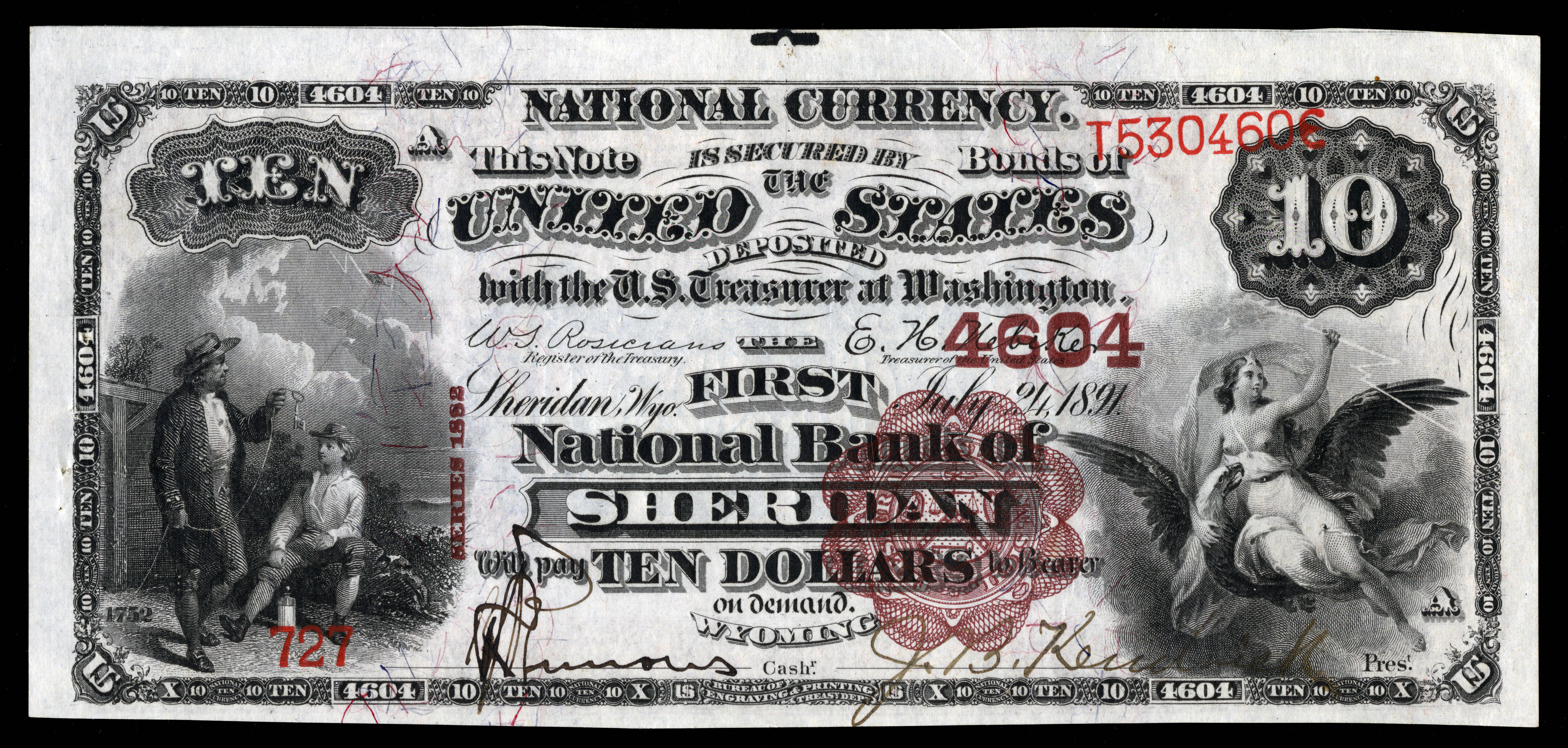
Uma nota do banco nacional de 10 dólares, série 1882 Brown Back, do Primeiro Banco Nacional de Sheridan, WY com a assinatura assinada à mão por John B. Kendrick.

## Política
Em 1909 mudou-se para Sheridan e foi eleito presidente da Associação de Produtores de Ações do Wyoming. Foi membro do Senado do Wyoming de 1910 até 1914. Em 1911, foi indicado para o Senado Democrata por aclamação de outros membros Democratas do senado, mas foi derrotado pelo incumbente Senador Clarence D. Clark. Foi indicado novamente em 1912, mas também foi derrotado pelo Senador Francis E. Warren. Foi um delegado da Convenção Nacional Democrata do Wyoming em 1916 e 1924.
Então exerceu como Governador do Wyoming de 1915 até sua renúncia em 1917, tendo sido eleito como candidato Democrata ao Senado dos Estados Unidos em 1916. Kendrick foi reeleito para o Senado em 1922 e 1928 e exerceu de 4 de Março de 1917 até sua morte em Sheridan, Wyoming, em 1933. Em 1932, recebeu um diploma honorário em direito pela Universidade de Wyoming.
Foi creditado com o início das investigações sobre o Escândalo de Teapot Dome, um incidente de suborno que aconteceu de 1922 até 1923 e foi considerado candidato nas eleições presidenciais de 1924 e 1928. Durante a eleição presidencial de 1924, os seis delegados Democratas do Wyoming foram instruídos a votar em Kendrick na Convenção Nacional Democrata de 1924 e o fizeram nas três primeiras votações. Durante a eleição presidencial de 1928, foi especulado como um possível candidato a vice-presidente, mas a indicação foi posteriormente dada ao Senador, Líder da Minoria, Joseph Taylor Robinson na convenção. Exerceu como presidente do Comitê de Relações Canadenses (sexagésimo quinto Congresso) e membro do Comitê de Terras Públicas e Pesquisas (septuagésimo terceiro Congresso). Apresentou uma legislação que ajudou a criar o Parque Nacional de Grand Teton, no noroeste do Wyoming.

## Morte
No dia 2 de novembro de 1933, Kendrick entrou em coma e foi inicialmente diagnosticado com hemorragia cerebral, mas mais tarde determinaram que sofreu de uremia e morreu no dia seguinte. O Governador Edwin C. Johnson o elogiou por seus serviços como senador e Kendrick foi sepultado no Cemitério Mount Hope em Sheridan, Wyoming. O primeiro diretor-geral dos Correios assistente Joseph C. O'Mahoney foi nomeado pelo Governador Leslie A. Miller para ocupar a vaga criada pela morte de Kendrick e venceu a eleição especial do Senado para ocupar o restante do mandato de Kendrick em 1934.

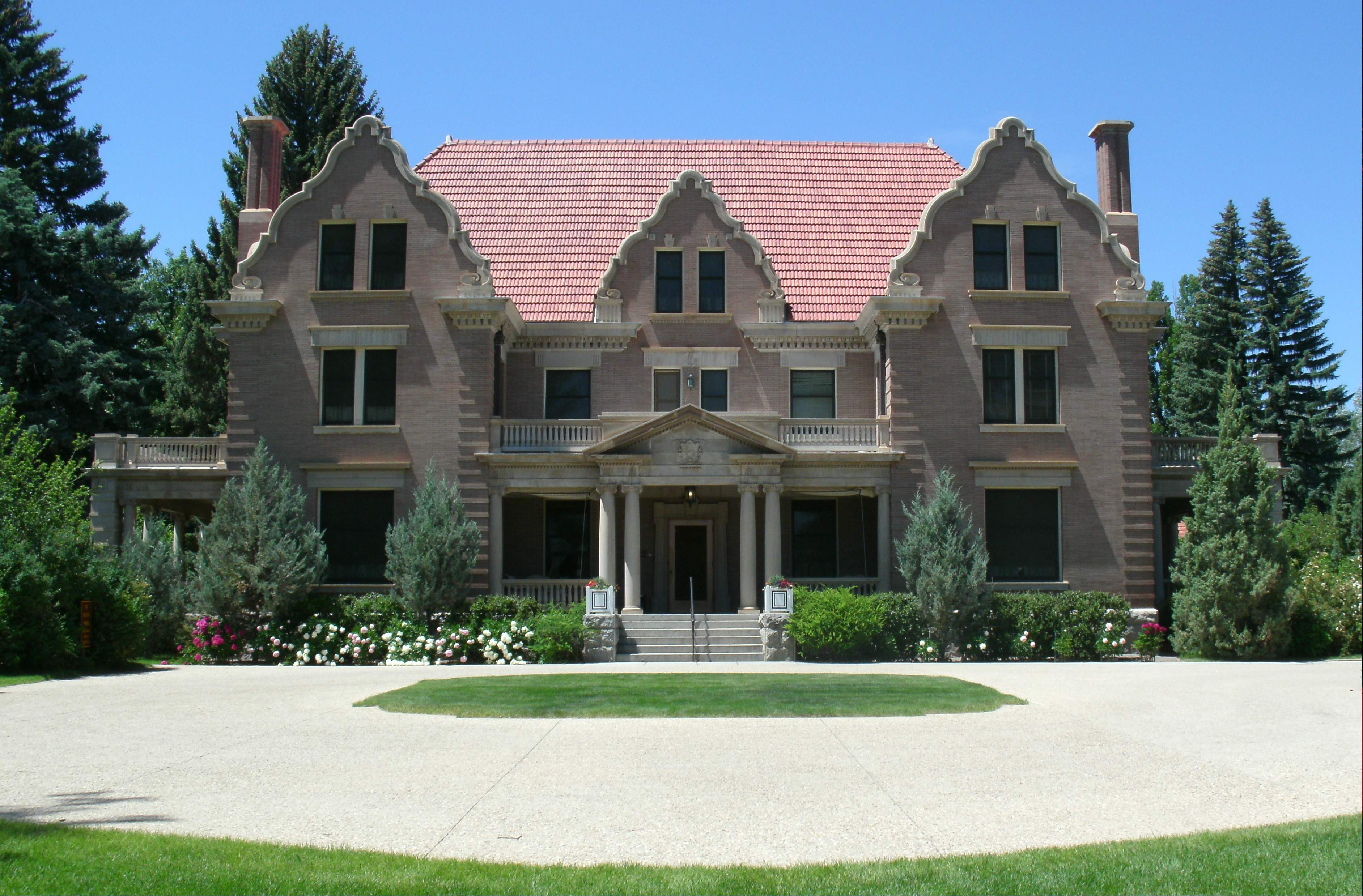
Trail End, concluído em 1913, está localizado em Sheridan, Wyoming. Conhecida localmente como a Mansão Kendrick, foi a casa de John B. Kendrick e sua família. Agora é uma casa-museu administrada pelo Departamento de Parques Estaduais e Recursos Culturais do Wyoming

Kendrick foi incluído no Hall of Great Westerners no National Cowboy Hall of Fame em 1958.

## Leia mais
- Georgen, Cynde. In the shadow of the Bighorns: A history of early Sheridan and the Goose Creek valley of northern Wyoming. Sheridan, Wyoming: Sheridan County Historical Society, 2010. ISBN 978-0-9792871-7-6
- Georgen, Cynde A. One cowboy's dream: John B. Kendrick, his family, home, and ranching empire. 2nd edition, revised. Virginia Beach, Virginia: The Donning Company Publishers, 2004. ISBN 1-57864-239-6